# Martin Hedberg
Sven Anders Martin Hedberg, född 20 april 1967, är en svensk meteorolog och väderpresentatör.

## Biografi
Hedberg är utbildad vid Stockholms universitet, kapten i Flygvapnet 1989–2002 (i 13 år), tjänstgjorde vid Jämtlands flygflottilj (F 4) i Östersund åren 1994–1999, därefter Försvarsmaktens Vädercentral. Han har även arbetat som meteorolog och kommentator på Sveriges Television.
Han grundade konsultföretaget Swedish Weather Center AB 1998, sedan 2007 Swedish Weather and Climate Centre SWC AB . De senaste åren[när?] har han arbetat på företaget med information och strategier om klimatförändringar gentemot allmänhet, kommuner och företag. Där arbetar även meteorologen John Pohlman, som Martin Hedberg knöt till konsultverksamheten sedan de träffats på SVT. Efter Pohlmans pension skrev de om väder för Dagens Nyheter och från 2009 arbetade de för väderwebbplatsen Klart.se, där Pohlman var chefsmeteorolog till 2011, en befattning som Martin Hedberg övertog och innehade till 2015.
I samarbete med Europeiska kommissionen grundade Hedberg och några andra meteorologer 2007 nätverket Climate Broadcasters Network Europe. Hedberg är engagerad i klimatfrågor och föreläser på skolor, myndigheter och företag. Åren 2008–2009 arbetade han även vid Tällberg Foundation. med framtidsanalyser och förändringsprocesser. 